# Mohammad Al-Khanati
Mohammad Al-Khanati (ur. 21 kwietnia 1970) – syryjski zapaśnik walczący w stylu wolnym. Zajął dwudzieste miejsce na mistrzostwach świata w 1999. Piąty na igrzyskach śródziemnomorskich w 1993; szósty w 1997 i siódmy w 1991. Złoty medalista igrzysk panarabskich w 1997, a brązowy w 1992. Wicemistrz igrzysk Azji zachodniej w 1997 roku.